# Susan Chomba
Susan Chomba   (1983) és una enginyera i ambientòloga kenyana que forma part de l'organigrama de l'Institut de Recursos Mundials (WRI).

## Biografia
Va créixer en el comtat de Kirinyaga, en la regió central del país, en una família pobra. Va graduar-se en Enginyeria Forestal a la universitat Moi de Kenya i va doctorar-se en màsters en governament forestal a la Universitat de Copenhaguen. Durant la seva estada a la Universitat de Bangor, on va cursar un màster en enginyeria forestal tropical sostenible, va obtenir el premi Peter Henry.
Va dedicar els seus estudis a la lluita contra el canvi climàtic, la protecció ambiental dels ecosistemes forestals africans i al treball amb els agricultors locals. S'ha mostrat descontenta per la inacció dels líders de les principals potències econòmiques i màxims emissors de contaminació.
Abans d'incorporar-se al WRI, va formar part del Centre Internacional de Recerca en Enginyeria Forestal, on va liderar des de Nairobi el projecte Regreening Africa. Allà va destacar per la seva perspectiva com a dona africana, centrant la seva activitat en introduir canvis a petita escala, actuant directament sobre les dinàmiques de les famílies matriarcals.

## Premis
Pel seu activisme, l'any 2023 va ser inclosa en l'edició anual de la llista 100 Women, editada per la BBC. També va ser nomenada ambaixadora del projecte Climate Change High-Level Champions de les Nacions Unides.